# 湯場忠志
湯場 忠志（ゆば ただし、1977年1月19日 - ）は、日本の元プロボクサー。宮崎県北諸県郡三股町出身。第47代日本ライト級王者。第28代日本スーパーライト級王者。第43代・第45代日本ウェルター級王者。第34代日本スーパーウェルター級王者。第55代日本ミドル級王者。日本王座5階級制覇王者。都城レオスポーツジムに所属していた。宮崎日本大学高等学校卒業。

## 来歴
17歳の時にオスカー・デ・ラ・ホーヤのビデオを観て、そのボクサーとしての紳士的なあり方に近づきたいと考え、ボクシングを習うようになった。高校卒業後、19歳の時にアマチュアの試合に勝利し、ボクシングを本格的に志した。
1996年4月14日、プロデビュー戦に4回判定勝利を収めた。2戦目は前博志に4回判定で敗れるも、3戦目に2回KOでリベンジに成功した。
1997年2月15日、青木政孝を1回KOで破り、4連勝で全日本スーパーライト級新人王を獲得した。1999年2月22日に木村登勇を破って日本5位となり、同年9月20日には防衛18度のリック吉村の日本ライト級王座に挑戦した。戦前の予想を覆しダウンを奪ったが、10回引き分けで戴冠はならなかった。

### 日本王座5階級制覇

#### ライト級獲得
2000年10月16日、日本ライト級暫定王座を小野淳一と争い、6回負傷判定勝利で暫定王者となった。11月、リック吉村が22度目の防衛達成後に正規王座を返上したことにともない、正規王者と認定された。この時期、畑山隆則がWBA世界同級王者だったこともあり、この11月には東京で「ライト級は日本に世界チャンピオンがいることだし、来年（2001年）は無理としても、再来年には（世界戦を）やりたいと思っています」と語っている。
2001年2月17日、両国国技館で行われた畑山 vs. リック吉村のアンダーで木村登勇と対戦し、負傷引き分けで初防衛を果たした。さらに大久保純斗を退け2度防衛後の9月17日、同王座を返上した。

#### スーパーライト級獲得
2002年3月23日、横浜アリーナで前田宏行が返上し空位となった日本スーパーライト級王座を足立浄と争い、7回TKO勝利で2階級制覇を成功させた。
2003年2月15日、元WBF世界スーパーライト級王者でPABAスーパーライト級王者のアジブ・アルバラードを退けた次の防衛戦を、親交のある佐々木基樹と行った。戦前の予想通りにはならず9回TKO負けを喫し王座から陥落、引退を考えるが6か月後に復帰した。

#### ウェルター級獲得
2005年1月16日、5連勝で前田宏行が返上し空位となった日本ウェルター級王座を竹中義則と争い、2回TKO勝利で3階級制覇を達成した。同年9月23日、防衛1度の後パシフィコ横浜で行われた大曲輝斎との防衛戦で1回40秒KO負けを喫し、王座から陥落した。
その後、元PABAウェルター級王者のファルカド・バキロフとの対戦ではダウンを奪いながら負傷判定で自身初の2連敗を喫し、引退も考えたが、その8か月後オペティ・タギを相手に復帰を果たし、続く新井恵一との試合で2連勝となった。大曲との再戦が決定したが、大曲が眼筋麻痺の治療のために王座を返上したことにより、6位の古川明裕と王座決定戦を行うことになった。

#### ウェルター級再獲得
2007年4月20日、古川明裕と日本ウェルター級王座決定戦を行い、開始早々から立て続けにダウンを奪って1回1分32秒でKO勝ち。日本王座に復帰した。同年12月6日に行われた牛若丸あきべぇ（現・渡部あきのり）との2度目の防衛戦では、開始早々ダウンを奪われたものの直ぐに2度ダウンを奪い返し、1回1分30秒KO勝ちで防衛に成功した。2007年度プロ・アマチュア年間表彰選手選考会で努力賞・KO賞の両賞に選出された。
2008年4月20日、地元宮崎県体育館で行われた防衛戦で沼田康司に4回KO負けを喫し、王座から陥落した。この試合では顎を2か所骨折し、ブランクを余儀なくされたが、11月16日に復帰戦の決定発表とともに現役続行を表明した。この後は東京やタイでの練習を増やし、体幹トレーニングなども採用した。

#### スーパーウェルター級への転向
2009年1月22日、4階級目となるスーパーウェルター級に階級を上げ、寺田千洋に1回KO勝利を収めて再起を果たした。同年5月19日、スーパーウェルター級8回戦で日本同級7位として日本ミドル級5位・OPBFミドル級12位の中堀智永と戦い、ボディへの一撃で自身初の2戦連続となる1回KO勝利を収めた。11月3日には都城市で行われた都城レオスポーツ主催興行で日本スーパーウェルター級6位・OPBF同級13位としてミドル級を主戦場とする戸高不乱拳大樹とスーパーウェルター級8回戦で対戦し、3回TKO勝利を収めた。
2010年2月22日、OPBF東洋太平洋スーパーウェルター級8位・日本スーパーウェルター級4位として、OPBF東洋太平洋ミドル級11位・日本ウェルター級6位の渡部あきのりと2年2か月ぶりの再戦をスーパーウェルター級8回戦で行い、初回は攻勢をとりながら2回からはペースを譲る展開となったが、5回に左アッパーから連打をまとめて、この回TKO勝利を収めた。
2010年6月29日、チャーリー太田の持つ日本スーパーウェルター級王座への挑戦者決定戦として行われた同級8回戦で、同2位として6位の西禄朋と対戦。2回にダウンを奪い、この回TKO決着により再起後5連続KO勝利とし、挑戦権を獲得した。
2010年9月4日、WBA世界スーパーウェルター級13位のチャーリー太田が持つ日本スーパーウェルター級王座とOPBF東洋太平洋同級王座に日本1位・OPBF4位として挑戦。8回終了時点の採点はドローであったものの終盤にポイントを失い、プロ45戦目にして初めて12回を戦って0-3の判定負けを喫したが、試合直後に現役続行の意思を表明した。
2011年5月19日、チャーリー太田との再戦では、チャーリーの持つOPBF東洋太平洋スーパーウェルター級王座と日本スーパーウェルター級王座に挑戦。2度の公開採点ではいずれも優勢であったが、9回にタオル投入によるTKO負けを喫して日本王座の獲得に失敗し日本王座4階級制覇にも失敗、OPBF王座の獲得にも失敗した、この試合でも顎を骨折。沼田・渡部戦に次ぐ3度目の骨折だった。その後ミドル級へ転向した。

#### ミドル級獲得
2011年10月29日、再起戦で胡朋宏に3回TKO勝利を収め、日本ミドル級王座への挑戦権を獲得。コーチの加山利治によると、ミドル級では減量の必要がないという。日本ではスパーリングパートナーを探すことが困難なため、湯場の練習拠点はタイとなっているが、この年9月下旬から10月中旬までの期間もタイでムエタイの練習をする白人選手を相手に調整をした。
2012年2月4日、カルロス・リナレスとの日本ミドル級王座決定戦に出場。この試合のために12月下旬から4週間、タイで体重が80kgある（ライトヘビー級超の）イギリス人などのキックボクサーと毎日、ミット打ちとヘッドギアなしのスパーリングをした。試合序盤はリナレスのプレッシャーとクリーンヒットにボディーを返しながらも守勢に回り、セコンドからの「絶対にチャンスが来るから」焦らずに凌げという指示通りに試合を進めた。4回に入り、湯場陣営の思惑通りにリナレスが徐々に失速し始めたところを、左フックでダウンを奪った。しかし湯場は試合の3日前に左肩を脱臼し、ストレートは打てたが、フック系のパンチが打てなくなっていた。これを空振りしていたなら再び症状を悪化させかねない状態であった。5回には再びリナレスが猛攻を仕掛けたが、セコンドからの指示は諦めずに再び我慢しろというもので、湯場もこれを得策と考えた。ペースを取り戻そうとしたリナレスは急速に疲労を蓄積させ、6回には2度目のダウンを追加、5回か6回に湯場は顎を痛めたが、7回にはカウンターの左ストレートでリナレスを倒してカウントアウトさせ、7回TKOで勝利。日本ミドル級王座を獲得し、史上初の日本王座4階級制覇を達成した。
地方ジムに所属しての記録達成について湯場は、大手だと縛られるが自由にできたことがよかった、「そのほうが本人の責任になる」から、と語っている。「勝っても負けても引退」を決意して臨んだ試合であったが、勝利後はこれを撤回し、5階級制覇への意欲を示した。
この4階級制覇達成の記録には、同年現在住まいのある都城市と出身地の三股町が即座に対応し、同月のうちにそれぞれ市民栄誉賞・町民栄誉賞を贈った。また湯場はこの勝利で第33回チャンピオンカーニバルの最優秀選手賞に選出された。
2012年6月11日、プロ50戦目となる試合で日本同級1位で指名挑戦者の氏家福太郎に2回TKO勝利を収めて初防衛に成功したが、同年10月8日、6位の佐々木左之介に4回KO負けを喫して王座を失った。

#### スーパーウェルター級王座獲得
この後、再びスーパーウェルター級へ転向。2013年2月20日、同級8回戦で日本同級4位の十二村喜久と対戦し、2-1の判定で勝利。同年6月10日には長島謙吾との同級8回戦に3-0の判定で勝利した。
2013年8月12日、同年5月4日にOPBF東洋太平洋ミドル級王者淵上誠を破りOPBF2階級制覇を果たしていた柴田明雄が同年7月5日付で日本スーパーウェルター級王座を返上したため、後楽園ホールで行われた「ダイヤモンドグローブ&DANGAN80」で日本スーパーウェルター級2位の切間庸裕と日本スーパーウェルター級王座決定戦を行い、2度のダウンを奪った後、1回2分36秒KO勝ちで切間を降し、日本人史上初の5階級制覇を達成した。試合後には、防衛戦よりも村田諒太との対戦実現を優先させたい意志を表明した。
2013年11月29日、後楽園ホールにて、十二村喜久と対戦し、2-1（97-95、96-95、95-96）の判定勝ちを収め初防衛に成功した。
2014年3月4日、後楽園ホールにて、細川貴之と対戦し、0-2（93-97、94-96、95-95）の判定負けを喫し2度目の防衛に失敗、王座から陥落した。
2014年7月30日、後楽園ホールにて、ドンドン・ラプスと対戦し、初回2分42秒KO勝ちを収め再起に成功した。
2014年12月18日、後楽園ホールにて、沼田康司の引退に伴うOPBF東洋太平洋スーパーウェルター級王座決定戦でデニス・ローレンテと対戦したが、6回2分38秒TKO負けを喫し王座獲得に失敗した。この試合を最後に引退を表明した。

## 人物
東京でのトレーニングは当初ワタナベボクシングジムを拠点として行っていた。当時同ジムに所属していた加山利治と親友関係になり、加山が引退後に設立したフリージム「EBISU K's BOX」の特別トレーナーを選手活動と並行して務めている。
長男の海樹もプロボクサー。
2018年3月27日、宮崎県警は元交際相手の女性の携帯電話にわいせつな画像を送るなどしたとして、ストーカー規制法違反の疑いで、元プロボクサーでジム経営湯場忠志容疑者（４１）を逮捕。逮捕容疑は、１４～２４日の間、県内に住む２０代女性の携帯電話にわいせつな画像を３回送ったり、「絶対つぶす」などの内容のメールを計４５回送信したりした疑い。宮崎北署によると、湯場容疑者と女性は過去に交際していたという。女性が今月中旬「元交際相手につきまとわれている」と署に相談に訪れていた。

## 戦績
プロボクシング：58戦46勝 (33KO) 10敗 (6KO) 2分
| 戦           | 日付           | 勝敗 | 時間    | 内容        | 対戦相手                         | 国籍           | 備考                                             |
| ------------ | -------------- | ---- | ------- | ----------- | -------------------------------- | -------------- | ------------------------------------------------ |
| 1            | 1996年4月14日  | ☆    | 4R      | 判定        | 吉田康成（中内）                 | 日本           | プロデビュー戦                                   |
| 2            | 1996年6月22日  | ★    | 4R      | 判定        | 前博志（広島）                   | 日本           |                                                  |
| 3            | 1996年8月16日  | ☆    | 2R 0:29 | KO          | 前博志（広島）                   | 日本           |                                                  |
| 4            | 1996年10月5日  | ☆    | 1R 1:50 | KO          | 大野一（冷研鶴崎）               | 日本           | 西部日本スーパーライト級新人王トーナメント決勝戦 |
| 5            | 1996年11月2日  | ☆    | 3R 1:25 | KO          | 池田直樹（畑中）                 | 日本           | 中日本・西部日本スーパーライト級新人王対抗戦     |
| 6            | 1996年12月9日  | ☆    | 6R      | 判定        | 江村昌之（江坂）                 | 日本           | 全日本スーパーライト級新人王西軍代表決定戦       |
| 7            | 1997年2月15日  | ☆    | 1R 2:32 | KO          | 青木政孝（山神）                 | 日本           | 全日本スーパーライト級新人王決定戦               |
| 8            | 1997年4月26日  | ☆    | 5R 2:09 | KO          | 桑名竜一（トヤマ）               | 日本           |                                                  |
| 9            | 1997年8月3日   | ☆    | 8R      | 判定        | 吉村保徳（三松スポーツ）         | 日本           |                                                  |
| 10           | 1997年11月18日 | ☆    | 2R 3:01 | KO          | 池畑泰士（陽光アダチ）           | 日本           |                                                  |
| 11           | 1998年4月26日  | ☆    | 8R      | 判定        | タタ・アバスタス                 | フィリピン     |                                                  |
| 12           | 1998年9月27日  | ☆    | 7R 1:37 | KO          | 赤峰大士（大分）                 | 日本           |                                                  |
| 13           | 1999年2月22日  | ☆    | 10R     | 判定2-0     | 木村登勇（八戸帝拳）             | 日本           |                                                  |
| 14           | 1999年9月20日  | △    | 10R     | 判定        | リック吉村（石川）               | アメリカ合衆国 | 日本ライト級タイトルマッチ                       |
| 15           | 1999年11月28日 | ☆    | 2R 2:27 | KO          | ドドング・バサロ                 | フィリピン     |                                                  |
| 16           | 2000年4月25日  | ☆    | 10R     | 判定        | 戸田憲士（オークラ）             | 日本           |                                                  |
| 17           | 2000年10月16日 | ☆    | 6R終了  | 負傷判定    | 小野淳一（新日本木村）           | 日本           | 日本暫定ライト級王座決定戦→正規王座に認定        |
| 18           | 2001年2月17日  | △    | 5R 1:57 | 負傷判定    | 木村登勇（横浜光）               | 日本           | 日本王座防衛1                                    |
| 19           | 2001年7月9日   | ☆    | 4R 1:17 | TKO         | 大久保純斗（草加有沢）           | 日本           | 日本王座防衛2→返上                               |
| 20           | 2001年11月11日 | ☆    | 2R 1:15 | KO          | 大塚晃司（福岡帝拳）             | 日本           |                                                  |
| 21           | 2002年3月23日  | ☆    | 7R 1:33 | TKO         | 足立浄（ハラダ）                 | 日本           | 日本スーパーライト級王座決定戦                   |
| 22           | 2002年7月20日  | ☆    | 9R 3:01 | KO          | アジブ・アルバラード（北陸石丸） | インドネシア   | 日本王座防衛1                                    |
| 23           | 2002年11月30日 | ☆    | 1R 1:59 | KO          | チョッチョーイ・13リアンタワー   | タイ           |                                                  |
| 24           | 2003年2月15日  | ★    | 9R 2:40 | TKO         | 佐々木基樹（協栄）               | 日本           | 日本王座陥落                                     |
| 25           | 2003年8月2日   | ☆    | 7R 1:17 | KO          | レックス・マルサン               | フィリピン     |                                                  |
| 26           | 2003年11月15日 | ☆    | 1R 1:54 | KO          | 陳京哲                           | 韓国           |                                                  |
| 27           | 2004年1月17日  | ☆    | 2R 1:29 | TKO         | 盧錫根                           | 韓国           |                                                  |
| 28           | 2004年4月17日  | ☆    | 10R     | 判定3-0     | 北川純（いわき協栄）             | 日本           |                                                  |
| 29           | 2004年9月21日  | ☆    | 2R 0:36 | KO          | チャイナラーイ・ウアサムパン     | タイ           |                                                  |
| 30           | 2005年1月16日  | ☆    | 2R 1:07 | TKO         | 竹中義則（尼崎亀谷）             | 日本           | 日本ウェルター級王座決定戦                       |
| 31           | 2005年4月17日  | ☆    | R 2:39  | TKO         | 阪東竜（三迫）                   | 日本           | 日本王座防衛1                                    |
| 32           | 2005年9月23日  | ★    | 1R 0:40 | KO          | 大曲輝斎（ヨネクラ）             | 日本           | 日本王座陥落                                     |
| 33           | 2006年2月8日   | ★    | 9R 2:21 | 負傷判定0-3 | ファルカド・バキロフ             | ウズベキスタン |                                                  |
| 34           | 2006年10月3日  | ☆    | 3R 1:36 | KO          | オペティ・タギ                   | フィジー       |                                                  |
| 35           | 2007年1月21日  | ☆    | 4R 1:08 | KO          | 新井恵一（高崎）                 | 日本           |                                                  |
| 36           | 2007年4月20日  | ☆    | 1R 1:32 | KO          | 古川明裕（ワールド日立）         | 日本           | 日本ウェルター級王座決定戦                       |
| 37           | 2007年8月18日  | ☆    | 7R 1:51 | 負傷判定3-0 | 新井雅人（18古河）               | 日本           | 日本王座防衛1                                    |
| 38           | 2007年12月6日  | ☆    | 1R 1:30 | KO          | 牛若丸あきべぇ（協栄）           | 日本           | 日本王座防衛2                                    |
| 39           | 2008年4月20日  | ★    | 4R 2:13 | KO          | 沼田康司（トクホン真闘）         | 日本           | 日本王座陥落                                     |
| 40           | 2009年1月22日  | ☆    | 1R 3:07 | KO          | 寺田千洋（新日本タニカワ）       | 日本           |                                                  |
| 41           | 2009年5月19日  | ☆    | 1R 2:38 | KO          | 中堀智永（本多）                 | 日本           |                                                  |
| 42           | 2009年11月3日  | ☆    | 3R 0:32 | TKO         | 戸高不乱拳大樹（ミサイル工藤）   | 日本           |                                                  |
| 43           | 2010年2月22日  | ☆    | 5R 1:05 | TKO         | 渡部あきのり（協栄）             | 日本           |                                                  |
| 44           | 2010年6月29日  | ☆    | 2R 2:21 | TKO         | 西禄朋（川崎新田）               | 日本           | 日本ウェルター級挑戦者決定戦                     |
| 45           | 2010年9月4日   | ★    | 12R     | 判定0-3     | チャーリー太田（八王子中屋）     | アメリカ合衆国 | 日本・OPBFスーパーウェルター級タイトルマッチ     |
| 46           | 2011年1月8日   | ☆    | 8R      | 判定3-0     | 細川貴之（六島）                 | 日本           | 日本スーパーウェルター級挑戦者決定戦             |
| 47           | 2011年5月19日  | ★    | 9R 0:15 | TKO         | チャーリー太田（八王子中屋）     | アメリカ合衆国 | 日本・OPBFスーパーウェルター級タイトルマッチ     |
| 48           | 2011年10月29日 | ☆    | 3R 2:09 | TKO         | 胡朋宏（横浜光）                 | 日本           |                                                  |
| 49           | 2012年2月4日   | ☆    | 7R 0:39 | KO          | カルロス・リナレス （帝拳）      | ベネズエラ     | 日本ミドル級王座決定戦                           |
| 50           | 2012年6月11日  | ☆    | 2R 2:04 | TKO         | 氏家福太郎（新日本木村）         | 日本           | 日本王座防衛1                                    |
| 51           | 2012年10月8日  | ★    | 4R 2:15 | TKO         | 佐々木左之介（ワタナベ）         | 日本           | 日本王座陥落                                     |
| 52           | 2013年2月21日  | ☆    | 8R      | 判定2-1     | 十二村喜久（角海老宝石）         | 日本           |                                                  |
| 53           | 2013年6月10日  | ☆    | 8R      | 判定3-0     | 長島謙吾（角海老宝石）           | 日本           |                                                  |
| 54           | 2013年8月12日  | ☆    | 1R 2:36 | KO          | 切間庸裕（折尾）                 | 日本           | 日本スーパーウェルター級王座決定戦               |
| 55           | 2013年11月29日 | ☆    | 10R     | 判定2-1     | 十二村喜久（角海老宝石）         | 日本           | 日本王座防衛1                                    |
| 56           | 2014年3月4日   | ★    | 10R     | 判定0-2     | 細川貴之（六島）                 | 日本           | 日本スーパーウェルター級王座陥落                 |
| 57           | 2014年7月18日  | ☆    | 1R 2:42 | KO          | ドンドン・ラプス                 | フィリピン     |                                                  |
| 58           | 2014年12月18日 | ★    | 6R 2:38 | TKO         | デニス・ローレンテ               | フィリピン     | OPBF東洋太平洋スーパーウェルター級王座決定戦     |
| テンプレート |                |      |         |             |                                  |                |                                                  |

## 獲得タイトル
- 第43回全日本スーパーライト級新人王西軍代表
- 第43回全日本スーパーライト級新人王
- 日本ライト級暫定王座（防衛0=正規王座に認定）
- 第47代日本ライト級王座（防衛2=返上）
- 第28代日本スーパーライト級王座（防衛1）
- 第43代日本ウェルター級王座（防衛1）
- 第45代日本ウェルター級王座（防衛1）
- 第55代日本ミドル級王座（防衛1）
- 第34代日本スーパーウェルター級王座（防衛1)

## 受賞歴
- プロ・アマチュア年間表彰
  - 2007年度プロボクシング部門 努力賞[37]
  - 2007年度プロボクシング部門 KO賞[37]
- 三股町功労賞（2001年・体育部門）[23]
- 三股町町民栄誉賞（2012年）[22][23]
- 都城市市民栄誉賞（2012年）[21]
- 第33回チャンピオンカーニバル最優秀選手賞（2012年）[24]